# Garbów (Sieradz)
Pour les articles homonymes, voir Garbów.
Garbów est une localité polonaise de la gmina de Błaszki, située dans le powiat de Sieradz en voïvodie de Łódź.